# 白裙弄蝶
滾邊裙弄蝶（学名：Tagiades cohaerens），又名白裙弄蝶、白裙挵蝶，为弄蝶科裙弄蝶屬下的一个种，因後翅有白色斑紋而得名。
白裙弄蝶分佈在台灣的低海拔山區，除了台灣之外，也分佈在大陸及中南半島。經常出現在較為陰暗的森林或林緣，也會出現在山頭的制高點，遇到有蝴蝶經過時，會起身追逐驅趕。活動月份為每年2月至11月。

## 描述
雌雄外觀相同。雄蝶頭部覆褐色毛，觸角褐色，末端側面帶黃白色鱗，尖端明顯且呈鉤狀。口器黑褐色，下唇鬚前伸，前兩節白色並帶毛，第三節小而平滑、褐色且棒狀。胸部背面褐色，腹面覆白色鱗片；腹部背面為褐色並有白環，腹面全白。足白色，後足脛節有褐色毛束。前翅三角形，外緣略突出；後翅扇形，近基部背面覆蓋白色毛。翅膀底色褐色，靠近基部顏色較深。前翅有透明斑紋，中室末端有一到兩個小斑點，其前方另有一個小斑點。後翅具鮮明白色區域，外緣有一列黑褐色斑點，亞外緣則散布數量不等的黑褐色斑點。翅背面與腹面斑紋相似，但後翅的白色區域在背面更廣，亞外緣斑點也較小。前翅緣毛褐色，後翅前端緣毛褐色，其餘部分白色。
雌蝶與雄蝶外形相近，主要差異在於翅幅較寬，腹部末端覆灰白色毛叢，且後足脛節無毛束。

## 生態習性
成蟲於林床上、林緣、溪流、樹冠邊等場所活動，訪花習性明顯

## 棲地分佈
分佈台灣全島平地至中海拔山區，偏好出現於闊葉林內較陰暗的環境，喜好訪花

## 攝食食物
寄主食物：白葉薯榔、華南薯蕷、日本薯蕷 